# Tomohiro Fukaya
Tomohiro Fukaya (nascido em 1 de março de 1990 em Anjo) é um ciclista japonês. Especializado nas disciplinas de sprint em pista, é sobretudo campeão da Ásia do quilómetro em 2018 e de velocidade por equipas em 2019 e 2020.

## Palmarés

### Campeonatos mundiais
- Apeldoorn 2018
  - 21.º do quilómetro
- Pruszków 2019
  - 10.º da velocidade por equipas
  - 16.º da velocidade (eliminado nos oitavos de final)[1]

### Copa do mundo
- 2019-2020
  -     - 1.º da velocidade por equipas a Cambridge (com Kazuki Amagai e Yudai Nitta)
    - 1.º da velocidade por equipas a Brisbane (com Yoshitaku Nagasako e Yudai Nitta)

  - 2.º da velocidade a Cambridge
  - 3.º da velocidade em Glasgow
  - 3.º da velocidade em Hong Kong

### Jogos asiáticos
- 2018
  -  Medalha de prata da velocidade individual
  -  Medalha de bronze da velocidade por equipas

### Campeonato Asiático
- Nilai 2018
  -  Medalha de ouro do quilómetro
- Jacarta 2019
  -  Medalha de ouro da velocidade por equipas (com Yudai Nitta e Kazuki Amagai)
- Incheon 2020
  -  Medalha de ouro da velocidade por equipas (com Yudai Nitta e Kazuki Amagai)

### Campeonatos nacionais
- Campeão do Japão de keirin em 2017
- Campeão do Japão de velocidade em 2018